# よるのないくに2 〜新月の花嫁〜
『よるのないくに2 〜新月の花嫁〜』（よるのないくにツー シンゲツノハナヨメ）は、コーエーテクモゲームスのガストブランドより2017年8月31日に発売されたゲームソフト。PlayStation 4、PlayStation Vita、Nintendo Switchのマルチプラットフォームで、PS4版とVita版は両機種間のクロスセーブにも対応予定。Microsoft Windows（Steam用）では2017年10月24日に配信開始した。

## 概要
2015年に発売されたアクションRPGの『よるのないくに』の続編。「よるのないくに」の主人公・アーナスやクリストフォロスといった前作のキャラクターも登場する。
『フィリスのアトリエ』、『ブルー リフレクション』と同時期に「ガスト美少女祭り」第2弾として発表された。

## システム
本作では『リリィ』というシステムが導入された。これはアルーシェの協力者であるヒロインたちの中から一人を選び、共闘を通じてアルーシェとのきずなを深めるというものであり、プレイヤーは状況に応じてリリィを選ぶことができる。
リリィたちの性能には個人差があるほか、ピンチ時に発動する特殊スキルや戦闘中にある条件を満たすと発動する連携攻撃「ダブルチェイス」もリリィごとに異なる。
一定以上きずなが深まると、アルーシェとリリィが互いのきずなを確かめ合うイベントが発生する。
従魔のシステムは全く変化しており、2体だけ選択して連れていく仕様となっている。また、常時召喚されている状態で戦闘を行い、撃破されるとしばらく戦線を離脱する。それぞれL2,R2を押すことで固有のスキルを使うことができる他、一部の従魔はフィールド上の防壁を破壊することができる。

## あらすじ
教皇庁の騎士アルーシェは、幼馴染である巫女リリアーナの護衛を任せられた。
邪妖を払いのけて教皇庁に来た二人は、リリアーナが“月の女王”に捧げられる生贄「刻の花嫁」として選ばれたことを告げられた。
悩みつつも、アルーシェはリリアーナを月の女王の居城へ連れて行ったが、アルーシェは強大な妖魔に襲われて死亡したかに思われた。
だが、カミラ・有角なる研究者によってアルーシェは人工的な半妖として蘇生させられた。
カミラはアルーシェにリリアーナは廃都に連れ去れたのではないかと告げ、アルーシェは幼馴染の救出に向かった。

## キャラクター

### 主人公とリリィたち
アルーシェ・アナトリア
声 - 千本木彩花
本作の主人公。イメージカラーは赤で、髪の色も同じ。前向きで考えるより行動するタイプ。教皇庁に念願の聖騎士に任命された。その最初の任務として｢刻の花嫁｣の護衛を命じられ、向かった先でリリアーナやルーエンハイドと再会する。
リリアーナ、ルーエンハイドとは同じ街で育ち同じ学校に通った幼馴染で、子供のころはよく一緒に遊んでいて学校でも同じ部屋で生活していた。
任務中に突如現れた月の女王によって心臓を貫かれて一度は命を落とすが、カミラ博士による妖魔の蒼い血と教皇庁が何らかの方法で手に入れたと思しきアーナスの血を利用して人工半妖化させる治療と貫かれた心臓の代わりを移植する手術を受けて蘇生する。その代償として半妖となり、人の血を求める吸血衝動が起こるようになってしまうが、妖魔としての力と蒼い血を吸血する能力を得た。また、これに伴い緑色であった目も左目のみ青に変わったが、これは現在のアーナスの左目と同じである。さらに、人間だった時に使っていた剣に代わって、妖魔の血を宿した者が使える剣である「血剣」の使い手となった。
激化する戦いの中で、蒼い血を取り込み続けたその体は完全に妖魔のものとなってしまうも、人の心を保ち続けている。しかし、月の女王「マルヴァジーア」の真の計画によって｢新月の花嫁｣として彼女に体を乗っ取られ「新月の女王」と化してしまう。そこで、悲壮な決意を決めたルーエの手で遠隔装置が起動され、心臓に埋め込まれた自滅装置によって結晶化し、月の女王ともども消滅した（ノーマルエンド時）。
トゥルーエンドでは何とか月の女王を打ち倒したと思ったが、月の女王とリリアーナの姿は蜃気楼のように突然消えると同時に、時間を遅らせる能力によって覚醒した月の女王を抑え込むリリアーナと遭遇。実はリリアーナがアルーシェが死亡した時からずっと月の女王の覚醒を食い止めていたこと、能力によってユーラルムの周辺地域はリリアーナの夢の中となり今まで行動をともにしていたリリアーナは意識のみの存在だったことを知る。そして限界を迎えつつあるリリアーナに代わり、次は自分が時間を遅らせて月の女王を抑え込むと告げて2人一緒に姿を消した。
貧しい家庭に育ち、そのことでコンプレックスを抱いていたがリリアーナとルーエンハイドと共に過ごすうちに克服し、2人とは固い絆で結ばれている。学生時代は勉強が大の苦手で、学園の歴史に残るほどの悲惨な成績だったが何とか卒業した。
リリアーナ・セルフィン
声 - 茅野愛衣
アルーシェの幼馴染で、教皇庁に所属する巫女。巫女としての力は歴代で最高クラスと言われており、初代聖女に匹敵するとされる。
教皇庁によって月の女王に捧げる「刻の花嫁」に選ばれ、時間を遅らせる特殊能力を持つ。アルーシェ死亡後に行方不明となり、街を経てかつて通った学園へと移動していた。学園にある｢星降りの丘｣ならばアルーシェと再会できることを信じていたため。その後、保護されたことで仲間に加わる。
トゥルーエンドルートにて、（そもそも月の女王の狙う「花嫁」がアルーシェであったためか）実はアルーシェ死亡時に月の女王は覚醒してしまっていたことが判明。それを止めるために自身の能力を極限まで発動した結果、周辺地域が朝を迎えることのできない異世界と化したのだった。本来の彼女は現実世界で月の女王をその居城で封印している状態にあり、アルーシェ死亡後における作中の彼女はやり残したことを成し遂げるための、彼女の意識を持った虚構に過ぎない。
その後、アルーシェと共に月の女王を封印し続ける道を選び2人は姿を消した。
ノーマルエンドではトゥルーエンドの事実に触れられないまま進み、無事に生き残るも愛するアルーシェを失い、ルーエンハイドと悲しみに暮れていた。
ルーエンハイド・アリアロド
声 - 小松未可子
教皇庁に対抗する組織「ルルド教団」に属する少女。リリアーナとアルーシェの幼馴染で、根は素直だが中々それを表現できず曲がったことが嫌い。金髪碧眼で富裕層出身のいわゆる「お嬢様」で豪華なホテルの設備にも動じていない。
自らの意思を精神エネルギーに変換して剣に纏わせる「気剣」の使い手で、アルーシェよりも早く聖騎士に選ばれた腕利きだったが、｢刻の花嫁｣を生贄に捧げる方針に疑問を抱き、リリアーナを生贄にすることを阻止すべく教皇庁を離反した。その後ルルド教団に入団し教皇庁所属の騎士であるアルーシェと対立する。体重を気にしており、アルーシェにつられてチョコを食べ過ぎてしまうのが悩みでたびたび運動にアルーシェを付き合わせる。なお、教皇庁からルルド教団に転身した身ではあるが、服装は教皇庁時代の物を引き続き使用している模様。
物語序盤でアルーシェが半妖になったことを知り、動揺するが今までと全く変わらず接して半妖だろうと関係ないと告げ、アルーシェを元気づけた。中盤でカミラ博士からアルーシェの体の秘密を聞かされ、緊急時用の自滅装置のスイッチを託された。
実はアルーシェに恋心を抱いているが、リリアーナの存在があるので諦めてはいる。しかし、アルーシェはそんなことを察せず親しく接してくるため、都度悩みを巡らせている状態である。アルーシェから、自分が完全に妖魔と化して暴走したときは殺してほしいと言い、こんなことを頼めるのはルーエしかいないと言われた。ノーマルエンドでは自らの手で新月の女王と化したアルーシェの心臓の自滅装置を作動させて打ち倒すが、アルーシェも失いリリアーナと共に悲しみに暮れた。
トゥルーエンドでは2人で月の女王を食い止める姿を見届け、他の仲間たちと共にいつか2人が帰ってくる日を待ちながらルルド教団の一員として戦い続ける。
カミラ・有角（あるかど）
声 - 山村響
アルーシェを半妖として蘇らせた教皇庁専属の天才研究者。アルーシェたちが滞在するホテルのオーナーであり、ホテルを拠点に活動している。戦闘時は銃で戦う。前作に出てきた有角教授との関連は不明。
蒼い血の持つ大きな力を他に応用する一環として人工半妖化の研究を行っており、その実験でアルーシェを蘇生した。研究者らしく冷静で感情をあらわにする事は少なく、淡々とアルーシェを最高傑作と呼びデータ収集等を行わせるが、人間としてのアルーシェにも向き合う温かさも持つ。
直接のかかわりはないがかつてアルーシェ達と同じ学校を卒業しており、3人は後輩にあたる。
実はルルド教団のトップであるロエルジリスを教皇庁から密かに逃がしたことがあり、それ以来ロエルジリスと個人的に親しくしており今もその関係は途絶えてはいない。
アルーシェを妖魔化させるにあたって使用された心臓は実は彼女から摘出されたもので、現在の彼女は科学技術による疑似心臓で活動している。また、移植の際に万が一アルーシェが妖魔となり暴走した際の保険として教皇エスフェリアからの指示で遠隔式の自滅装置を組み込んでおり、終盤その起動装置をアルーシェに渡す。
また、アルーシェを半妖にする以前、「邪妖の脅威に対抗できる、半妖の聖騎士が必要」という理由でミュベールを半妖化させるのに関わった当事者であり、そのミュベールが失踪した末妖魔の側に付いたことに責任を感じている。
ノーマルエンドではことの顛末を教皇へ報告する際アルーシェを失ったことに心を痛ませ、涙した。トゥルーエンドでは長年の研究が実り、街を邪妖から解放することに成功。そして2人の帰ってくる場所を用意するため、改めてホテルの営業を再開。エレノアと共に帰りを待ち続ける。
エレノア・エルネスト
声 - 田中あいみ
ホテルに雇われたパティシエ兼ショップ担当で、ウェルカムドリンクとして供されるチョコレートドリンクも手掛ける。天真爛漫で明るい性格。ちなみにカナヅチ。
チョコレート作りに情熱を捧げ、究極のチョコの材料を求めて世界中を旅しており、商人として物資を届けにホテルへやってきた。商人としての活動はあくまでチョコのためであり、その稼ぎはチョコに費やされる。
元は街の住人で、首都移転騒ぎの際に腰を痛めた祖母の作るチョコがきっかけでチョコレート作りを始めた。夢は食べた人みんなが笑顔になるチョコを作り、世界を救う事で至高のチョコで魔の者たちとの間も含めて争いをなくせたらと真剣に考えている。
そんな夢を抱き、ホテルで専属ショコラティエを務めるだけあってそのチョコの実力は芸術的で、邪妖を手なずけ妖魔の間でもショコラティエ・エレノアの名前が知れ渡る程の評判がある。クリスはお忍びで買いに来るファンの一人。
小柄な外見に似合わず、メイスを振るう。他の面々や人外と違いただの一般人であるはずであるが、チョコを使って周囲にダメージを与えたり武器を精製したりしている。
トゥルーエンドではアルーシェのために作った究極のチョコの増産の目途がつき、更なる改良を加えまた食べてくれる事を祈りながらカミラと共に帰りを待ち続ける。
ヴェルーシュカ
声 - 富田美憂
ルルド教団のエージェント。女性であるが、一人称は「俺」。アルーシェの命を狙って襲撃してくるも撃退され、そのまま捕縛される。後に、アルーシェの話を聞いてひとまずは状況を見極めるために行動を共にすることになる。
ルルド教団に来る前は某国で行われた蒼い血を使った兵器開発の実験台として様々な人体改造（カミラ曰くかなり無茶苦茶なもの）を施され、そのため寿命が削られてしまっている。また、人間的な感情が乏しく機械的。しかし、アルーシェとの交流で感情を少しずつであるが取り戻していき、リリアーナらとの関係を羨ましく思うようになる。
ミュベール・フォーリン・ルー
声 - 古木のぞみ
アルーシェの先輩騎士だった女妖魔で、身体の一部が翼のようになっている。人工的な半妖化に成功した聖騎士として邪妖に立ち向かっていたが、あることを機に妖魔となった。それ以来、同じく半妖化したアルーシェに対して妖魔にならないかと勧誘してくる。
彼女を妖魔へと落としたのは月の女王の配下であるヴァルデロッサ。毒の拷問によって精神を犯されて妖魔へと落ちるも、アルーシェに撃破され、妖魔の血を吸われたことで正気に戻る。
アルーシェが学園に在籍していたころの先輩でもあり、当時の生徒会長。実は入学試験に失敗していたアルーシェを、何か面白いことを起こしてくれそうだという理由で特権によって入学させた。ただし、様々な騒動を起こしたので時折後悔もしていたらしい。
トゥルーエンドでは今回の事件後ルルド教団に入り、アルーシェの帰りを待ちつつ己の鍛錬を続けている。
アーナス
声 - M・A・O
前作の主人公。かつては「夜の君」として妖魔を統べ、邪妖の被害から人間を守り、長い間戦ってきた半妖の少女。「夜の君」としてその絶大な力を持って、アルーシェのもとに現れた。現在ではかつて行動を共にした黒猫（本来の夜の君）や従魔たちはその姿を見ることはない。
実は月の女王によって捕らえられ、彼女の大事な人（リュリーティス）を殺したと吹き込まれたことで暴走状態にある。しかし、その当人の指輪を見つけ出したことで正気に戻り、以降は仲間として行動する。アルーシェに、寿命が異なる半妖と人間の恋の難しさを語る。
トゥルーエンドではアルーシェを救うと誓い、現状の最優先の目的である大事な人と再会するためにクリスと共に東へ向かう。

### 従魔たち
前作とは異なり、蒼い血を浴び邪妖となりながらも心まで魔に染まらなかったもの達であり、そのためにネーロとカエデ、アリス以外は他の邪妖や妖魔によって特殊な結界に封印されてしまうが、それをアルーシェが救出する事で同行するようになる。本作の従魔は前作同様のサポートや一部の地形を突破するためのトリッカータイプ、武器に変形してアルーシェのサポートを行うストライカータイプに分かれている。
ネーロ
声 - 中恵光城
アルーシェが幼少の頃に知り合ったネコ型の従魔。ユーラルムで再会し、そのまま同行する。身体が小さいので一部の攻撃に当たらない。尻尾に纏った炎を操り、道を塞ぐ特殊な蔦を燃やす事ができる。
ピッツ
声 - 桑原由気
アルーシェが最初に解放した蜂型の従魔。敵に攻撃時、気絶や毒を一定確率で付与する。パルチザンに変形してアルーシェの武器となる。
カエデ
声 - 齋藤小浪
カミラがオーナーを務めるホテルで働く和人形の従魔。ホテルの従業員である式神たちは彼女の部下。ある条件を満たす事でアルーシェに同行する。攻撃力は低いが、足止めを得意とする。
フィーユ
声 - 村瀬迪与
花の従魔。味方の防御力を高めるサポートタイプ。
エイル
炎を纏う鳥の従魔。大剣に変形する。
シャルフ
雷を纏う狼の従魔。身体から放電し、道を塞ぐ電気柵の機能を停止させることができる。
ファルファラ
蝶の従魔。特殊なマーカーから主人公を高所へ運ぶことができる。
ヘクサー
声 - 濱口綾乃
奇術師道具の従魔。魔法による範囲攻撃を得意とするが、単体火力に欠ける。
ヴォル
プテラノドンの化石の従魔。主人公を運搬しながら高速の突進攻撃を繰り出せる。
フロワ
氷を扱う子狐の従魔。身体が小さいので一部の攻撃に当たらない。氷のブレスで、道を塞ぐ魔炎の障壁をかき消すことができる。
スポラ
声 - 村瀬迪与
毒キノコの従魔。敵にポイズンを高確率で付与できるサポートタイプ。
ダンプ
機械のゴーレムの従魔。攻撃力が高く打たれ強いが戦闘時の移動速度が遅い。パイルバンカーを内蔵した楯に変形する。
グランツ
水晶のゴーレムの従魔。攻撃力が高く打たれ強いが戦闘時の移動速度が遅い。水晶でできた大剣に変形する。
アリス
声 - 村瀬迪与
カエデとは古い知り合いとなるビスクドールの従魔。邪妖に襲われていた所をアルーシェに助けられる。魔法攻撃を跳ね返す鏡の楯に変形する。
ペルル
イルカの従魔。
デュール
リザードマンの従魔。馬上槍に変形する。
プニ
初回生産特典で入手可能な従魔で、『アトリエシリーズ』からのゲスト参戦。

### その他
クリストフォロス
声 - 黒沢ともよ
純血の妖魔。愛称はクリス。アルーシェに興味があるらしく、ことあるごとにアルーシェの前に現れる。目的や真意がわからず謎が多い。
元々彼女が夜の君に反対していたのは、永遠の夜の到来によって夜の君の支配する世界と化すことを否としていたためである。そのため、永遠の夜を迎える気のないアーナスには純粋に忠誠を抱いており、暴走してしまった彼女を救うために行動している。なお、前作にあった記憶消去の障害は今回ではその兆候は見られない。
マルヴァジーア
声 - 嶋村侑（本人）、子安武人（異形の鎧）
かつての「夜の君」やアーナスに取って代わって、現在の妖魔や邪妖を統べる「月の女王」。完全に復活すると世界は闇に包まれてしまうため、定期的に封印されている。
実はその生態を探るために一度人間（カミラの言などから教皇庁の関係者である模様）に捕えられて生体実験を受けている。それにあたって居城などを知られてしまっている様子。
かつて、人間の女性「アルストロメリア」と愛し合っていたが、周囲から理解を得ることができず人間に迫害され、それに耐えられずアルストロメリアの手で心臓を貫かれて一度死亡。アルストロメリアも後を追うように自害した。しかし、完全に消滅したわけではなく、後に復活。彼女との約束を果たすため、また彼女を死に追いやった人間への憎悪を晴らすために「花嫁」を得る行動を開始する。
ヴァルデロッサ
声 - たかはし智秋
マルヴァジーアに仕える、蜘蛛の姿をした妖魔。かつて人間に捕まったマルヴァジーアを救出し、それ以降彼女に仕えている。この時の経験から「人間と妖魔は共存できない」と考えており、マルヴァジーアへの忠義心と人間、とりわけ教皇庁への敵愾心を持つ。
サディスティックな性格で、敵対者を捕えて自らの毒で拷問にかけ、心をへし折って妖魔化させており、ミュベールもこの方法で妖魔化させた。マルヴァジーアからアルーシェを苦しめるよう命を受けたことで、ミュベールを尖兵として使うのみならず、ルーエンハイドをも狙う。
アルストロメリア
かつてマルヴァジーアの恋人であった女性。故人。
迫害に耐えかね、マルヴァジーアを殺した後に自害した。この際、復活した後に、生まれ変わっているであろう自分を見つけ出してほしいと頼んでいる。アルーシェがその生まれ変わり「新月の花嫁」であり、そのためかアルーシェの外見はアルストロメリアそっくりである（彼女との血縁は不明）。
ロエルジリス
声 - 松浦チエ
ルルド教団の教祖の女性。泉の水に触れれば未来を視ることができる力を持っており、かつてはその力のせいで異端審問を受けて視力と歩く力を失っている。
ベアトリア、アムーリア、エスフェリア
声 - 鈴木れい子
3人の教皇。それぞれが順に｢信仰｣｢希望｣｢慈愛｣を司っている。3人による合議制で物事を決める。全員が顔の下半分をヴェールで覆っているため、教皇庁に所属していても彼女らの素顔を見ることはない。

## 主題歌
オープニングテーマ
「Lucia」
作詞 - 青木香苗 / 作曲・編曲 - 阿知波大輔 / 歌 - Annabel

エンディングテーマ
「月影の微睡」
作詞・作曲・編曲 - 矢野達也 / 歌 - Kitkit Lu

## スタッフ
プロデューサーは前作と同じ菊地啓介だが、制作スタッフを一新しようということでディレクターは元オメガフォースで『戦国無双Chronicle』シリーズを手掛けた片岡宏が抜擢された。シナリオはTeam NINJAから『零』、『影牢』シリーズといった女性同士の掛け合いが得意な柴田誠が選ばれた。さらに、シナリオのクオリティを高めるため、美少女が戦うダークファンタジーに強い人材が求められ、外部スタッフとして『BLOOD+』を制作したProduction I.G.の藤咲淳一がシナリオ監修として参加している。イラストレーターは前作に引き続き四々九が担当している。
音楽は柳川和樹、矢野達也、浅野隼人、阿知波大輔、浅田靖、阿部隆大、大迫杏子、富沢泰、古川亮、djseiruが担当。

## 漫画
2017年7月5日から12月20日まで、『水曜日のシリウス』で漫画「よるのないくに2 〜日々花盛り〜」（よるのないくにツー ヒビハナザカリ）が連載された。作画は戸野タエ。